# ベルリン宣言 (1945年)

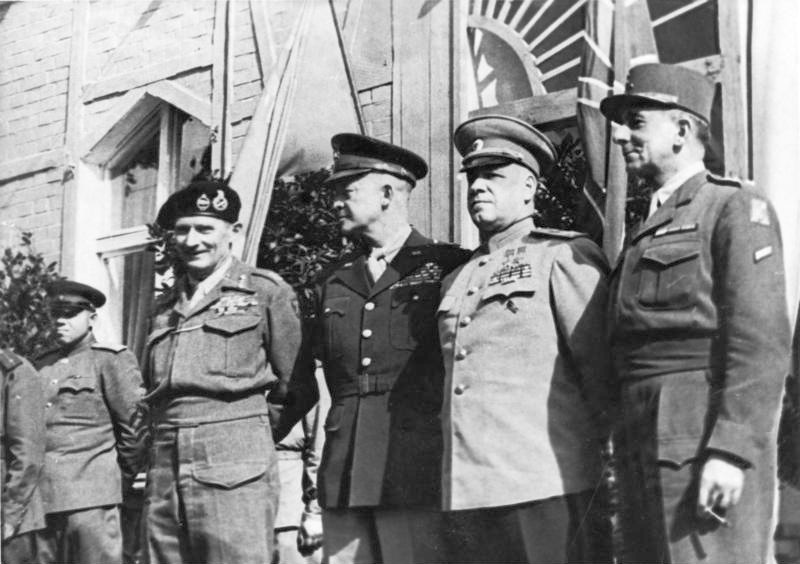
左からモントゴメリー、アイゼンハワー、ジューコフ、ラトル・ド・タシニ。6月5日、ベルリンのケーペニックに設置された赤軍司令部にて。

ベルリン宣言（ベルリンせんげん）は、第二次世界大戦末期の1945年6月5日に発表された、ドイツ国の敗北・滅亡とその最高権力を連合国が掌握するという連合国軍の宣言。

## 概要

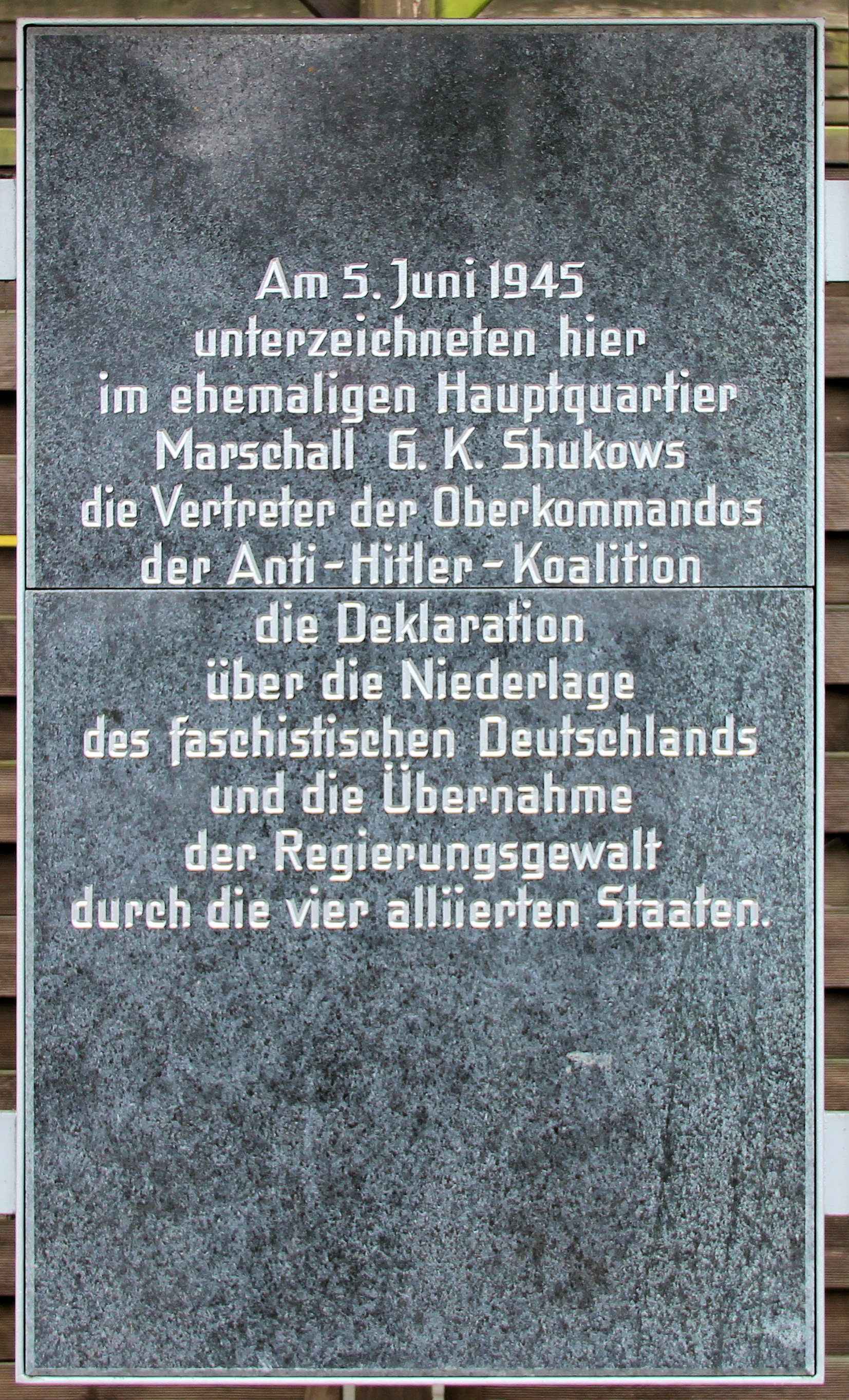
ベルリン宣言の記念碑

1945年4月30日のドイツ国総統アドルフ・ヒトラーの死によって、国民社会主義ドイツ労働者党（ナチ党）政権は事実上崩壊した。ヒトラーから後継者に指名されたカール・デーニッツ海軍元帥率いるフレンスブルク政府は降伏後もドイツ国政府として存続できると考えていたが、5月20日にソビエト連邦が彼らを政府として承認しない姿勢を明確にし、他の連合国も追随した。
ドイツが崩壊・消滅したことによって、ドイツの主権をアメリカ合衆国・ソビエト連邦・イギリス・フランスが掌握することが宣言され、占領期の施政の基本方針となった。
このため、フレンスブルク政府の閣僚は5月23日に連合国に逮捕され、ドイツには中央政府が存在しない状態となった。この点では、ポツダム宣言により敗戦および占領後も中央政府が存在し続けた日本とは大きく異なる。

## 宣言の名称
この宣言は英語・ロシア語・フランス語を正文としており、ドイツ国の敗北・消滅および「アメリカ合衆国・ソビエト社会主義共和国連邦・連合王国（イギリス）・フランス共和国臨時政府」の政府によるドイツ最高権力掌握に関する宣言という意味を持つ。またドイツ語でも発表されている。
- 英語: Declaration regarding the defeat of Germany and the assumption of supreme authority with respect to Germany by the Governments of the United States of America, the Union of Soviet Socialist Republics, the United Kingdom and the Provisional Government of the French Republic

- ドイツ語: Erklärung in Anbetracht der Niederlage Deutschlands und der Übernahme der obersten Regierungsgewalt hinsichtlich Deutschlands durch die Regierungen des Vereinigten Königreichs, der Vereinigten Staaten von Amerika und der Union der Sozialistischen Sowjet-Republiken und durch die Provisorische Regierung der Französischen Republik

## 宣言の内容
前文
- 陸上・海・空におけるドイツの軍は完全に敗北したことで無条件に降伏し、戦争責任を負うドイツ国はもはや戦勝国の意思を拒むことはできない。それによってドイツ国は無条件降伏した。
- ドイツには戦勝国の要求を履行したり、管理できる中央政府は存在していない。
- アメリカ・ソ連・イギリス・フランスの政府を代表する最高軍司令官は、「連合国代表（英語: Allied Representatives）」とされる。連合国代表はそれぞれの政府の権威や連合国との関連により、次の宣言を行う。
  - アメリカ・ソ連・イギリス・フランスの政府は、ドイツ国中央政府が持っていた、ドイツの州・地方自治体に対する最高指揮権と権威を掌握する。
  - アメリカ・ソ連・イギリス・フランスの政府は、ドイツの領域と境界を設定する。
- 四つの政府によって設定された最高権力は、ドイツが無条件降伏によって従わなければならない条件を発表する。

第一条
- ドイツとドイツの軍、海軍と空軍、ドイツの指揮下にある部隊はすべての敵対行為を中止しなければならない。

第二条
- (a)ドイツとドイツの指揮下にある陸軍と空軍、防空部隊と海軍、親衛隊、突撃隊、ゲシュタポは、連合軍または連合軍が指定する組織に武器を引き渡さねばならない。
- (b) (a)で指定された組織の人員は、連合国最高司令官の裁量下にある捕虜と宣言されねばならない。彼らは連合国最高司令官の命令に従う。
- (c) (a)で指定された組織は、連合国代表の命令が無い限り現在の位置を動いてはならない。
- (d) 1937年12月31日時点のドイツ国境線の外側にいる部隊には、連合国代表から内側に撤退する命令が下される。
- (f) 治安維持のための文民警察は、連合国代表によって指定される。

第三条
- (a) ドイツもしくはドイツの管理下にあった領域と水域にある飛行機と船は、連合国のものを除いて、軍民を問わず陸上または水上で待機する。
- (b) ドイツもしくはドイツの管理下外にいたドイツ国籍の飛行機には、連合国代表の指定する期限内にドイツ国内か、指定された地域に戻る命令が下されるだろう。

第四条
- (a) 宣言時にドイツもしくはドイツの管理下にある海軍の（水上もしくは海面下を問わず、また商用・非商用を問わない）軍艦・補助艦艇およびドイツ港湾所属の商船には、現状で停止するか、指定される港湾に向かう命令が出されるであろう。
- (b) 捕獲もしくは船籍変更された連合国のすべての艦船は、宣言時をもって、連合国代表が指定した港もしくは場所に向かう。

第五条
- (a)ドイツもしくはドイツの軍が所持する以下のものは、連合国代表の命令により、良好な状態で保管しなければならない。
  - (i) すべての武器・弾薬・爆発物、軍事物資及び補給品、備蓄された軍需品。
  - (ii) すべての海軍の艦艇および構築物。
  - (iii) すべての航空機および対空兵器。
  - (iv) すべての交通・通信設備。
  - (v) 飛行場・港湾・海軍基地・貯蔵設備・要塞・沿岸要塞・その他の軍事設備。
  - (vi) すべての工業設備（工場・倉庫・研究機関・研究所・試験所・技術データ・特許・計画・設計図・発明・もしくは物品の生産や使用を容易にするよう意図して設計されたものや、(i)から(v)で指定されたもの、もしくは戦争の遂行を有利にするためのものを含む）。
- (b) 連合国代表は以下の要求を行う。
  - (i) 上記(a)で指定されたものの維持管理に当たる人員。
  - (ii) (a)で指定されたものに関する記録もしくは情報。
  - (iii) 連合軍が移動するために必要なすべての道路・鉄道・港湾・河川・海・空と、その管理維持。

第六条
- (a) 連合国が提示する捕虜リストに従い、ドイツ当局は彼らの位置を公開し、解放する。また、捕虜に対して適切な待遇を行う。
- (b) ドイツ当局は、連合国のすべての国民と、政治的理由およびナチスによる人種・肌の色・信条または政治信念の差別を理由とする行動や法律によって収容された人々を解放する。
- (c) ドイツ当局は、連合国代表が指定する者に、連合国代表の要求に従って管理権限を引き渡す。

第七条
- ドイツ当局は以下の情報を連合国代表に提供する、
- (i) 第二条(a)で指定された部隊の位置等に関する完全な情報。
- (b) 陸海空に設置された地雷・機雷などの完全かつ詳細な情報。これらの危険物は文民が安全に使用できるように除去される。

第八条
- 連合国代表が利用する可能性があるため、すべての軍や産業の記録・公文書の破壊・移転・隠蔽はあってはならない。

第九条
- 連合国代表の監視下に無いすべての通信は停止する。

第十条
- 連合国のうちのいずれかと交戦した国にあるすべてのドイツ軍・物資・装備・設備は、この宣言もしくはこの宣言に従って出された宣言・法律・命令に従って処分される。

第十一条
- (a) 主要なナチス指導者、および連合国代表によって指定された戦争煽動・戦争犯罪の容疑者は逮捕され、連合国代表に引き渡される。
- (b) 連合国代表が指定する、個別の連合国の法律に違反した容疑者。
- (c) ドイツ当局はこれらの措置のための連合国代表の指示に従う。

第十二条
- 連合国代表が設置する軍当局および文民当局は、ドイツのすべてもしくは一部について決定を行える。

第十三条
- (a) ドイツの最高権力を設定したアメリカ・ソ連・イギリス・フランスの4つの連合国政府は、将来の平和と安全のために必要であると思われる非武装化と非軍事化を含む手段をとる。
- (b) 連合国代表は、ドイツの無条件降伏によって生じた、あらゆる必要な措置をとる。連合国代表もしくはその権威の下で設置された機関は、これらの措置及びこの宣言のほかの条件を達成するために宣言・法令・命令を発する。すべてのドイツ人とドイツ当局は、無条件に連合国代表の要求を実行し、その宣言・法令・命令に従う。

第十四条
- この宣言は締結時（1945年6月5日ベルリン時間午後6時）より効力を持つ。連合国代表はドイツ当局や一部の人々に障害が発生した場合には適切な措置を行う。

第十五条
- この宣言は英語・ロシア語・フランス語・ドイツ語で策定する。英語・ロシア語・フランス語を正文とする。

連合国遠征軍最高司令部司令官でもあるアメリカのドワイト・D・アイゼンハワー元帥、イギリスのバーナード・モントゴメリー元帥、フランスのジャン・ド・ラトル・ド・タシニー大将、ソビエト連邦のゲオルギー・ジューコフ元帥がそれぞれの国を代表して署名している。

## 影響
これ以降、ドイツは四カ国の占領区域に分けられ、軍当局による占領統治が開始された。占領時代に行われた非ナチ化等の政策は、この宣言に基づくものである。しかし西側連合国とソ連の軋轢が強まり、ベルリン宣言に基づく軍政は1949年に終結、旧ドイツ国は再興されることなく、1990年のドイツ再統一まで西ドイツと東ドイツの二つの国家が誕生・存在することになる。